# Saudijski rijal
Saudijski rijal (oznaka valute: SAR) – službena valuta Saudijske Arabije i označava se ر.س ili SR.
Rijal je valuta Saudijske Arabije od njenog osnutka, a ranije je bio valuta arapske pokrajine Hidžaz. Hidžaski rijal prvobitno je bio ekvivalentan s 20 turskih gurusa (groša), te se dijelio na 20 gurusa (groša), a svaki gurus na 40 para.
Kasnije je vrijednost rijala postavljena na vrijednost velikog talera Marije Terezije, odnosno na 22 turskih gurusa. Ta podjela na 22 gurusa, ostala je i dalje, iako je rijal kasnije promijenio bazu računanja.
Godine 1960., sustav se promijenio po principu: 1 rijal = 20 gurusa, i tako je ostalo do 1963., do uvođenja halala, vrijednog 1/100 rijala. Danas, saudijske kovanice imaju obje denominacije: jednu u halalima, a drugu u gurusima. Postoje ideje u Saudijskoj Arabiji, da se rijal zamijeni sa zajedničkom valutom zemalja Perzijskog zaljeva, po uzoru na euro.

## Denominacija
Saudijska monetarna agencija (SAMA) izdala je novčanice u denominacijama od 1, 5, 10, 50, 100 i 500 rijala, te kovanice od 5, 10, 25, 50 i 100 halala. Kovanica od jednog halala povučena je iz opticaja. Postoje i specijalne novčanice od 20 i 200 rijala izdane povodom stote godišnjice Kraljevine.

## Fiksni tečaj
U lipnja 1986., rijal je službeno vezan za specijalna prava vučenja (SDR). U praksi, to je značilo službeni tečaj od 1 američki dolar = 3,75 rijala odnosno 1 rijal = 0,26666667 dolara. Ovaj tečaj je službeno stupio na snagu od 1. siječnja 2003. godine.